# HEY! FRIENDS
「HEY! FRIENDS」（ヘイ! フレンズ）は、藤木直人の通算13枚目のシングル。2006年5月17日にポニーキャニオンより発売。

## 概要
前作から約1年半ぶりとなるシングル。カップリング曲として、「HEY! FRIENDS」のHyper Club Friendly Mixバージョンとアルバム未収録の「記憶の雨」が収録されている。
2006年5月29日付のオリコン週間シングルチャートで初登場10位。9thシングル「So Long.../涙のいろ〜Media Mix〜」以来のオリコンTOP10入りとなった。また、オリコンによると累積売上は4.0万枚であり、7thシングル「パズル」（累積6.2万枚）に次いで藤木のシングルとして2番目に最も売れた作品となっている。
7月19日に発売された6thアルバム『LIFE GOES ON!』先行シングルで同アルバムの初回盤に「HEY! FRIENDS」のミュージック・ビデオを収録したDVDが付属する。

## 収録曲
1. HEY! FRIENDS
（作詞・作曲:井手コウジ/編曲:鈴木雅也）
自身が主演を務めた日本テレビ系土曜ドラマ『ギャルサー』の主題歌。作詞・作曲は、5thアルバム『COLORMAN』でもコラボした井手コウジ。歌詞には当時の日本の世相を反映した“勝ち組・負け組”という言葉が使われ、この言葉を巡って藤木と井手コウジの間で何度もやり取りがされて完成した。MVには『ギャルサー』で共演したサキ（広瀬サキ子）役の戸田恵梨香が出演している。
『ギャルサー』のエンディングで出演者全員が踊るパラパラの振付は、前田健によるもの。発売翌日の5月18日に、抽選で選ばれた1300人を招待して、一緒にこのパラパラを踊る発売記念イベント「HEY!FRIENDS みんなで踊ってみないか?ナイト」が渋谷AXで開催された。
2. 記憶の雨
（作詞:阿閉真琴/作曲:藤木直人/編曲:高橋圭一）
3. HEY! FRIENDS -Hyper Club Friendly Mix-
（作詞・作曲:井手コウジ/編曲:鈴木雅也）
4. HEY! FRIENDS -Karaoke-
（作詞・作曲:井手コウジ/編曲:鈴木雅也）

## タイアップ
- 日本テレビ系ドラマ『ギャルサー』主題歌（M-1）

## 収録アルバム
- LIFE GOES ON!（M-1）
- HISTORY of NAOHITO FUJIKI（ベスト・アルバム）
  - 10TH ANNIVERSARY BOX（限定盤）（M-1）
  - Standard Edition（通常盤）（M-1）

## テレビ出演
- ミュージックステーション（2006年5月12日、テレビ朝日）
- HEY!HEY!HEY! MUSIC CHAMP（2006年5月15日、フジテレビ）
- 音楽戦士 MUSIC FIGHTER（2006年5月19日、日本テレビ）
- ウタワラ（2006年5月21日、日本テレビ）
- うたばん（2006年5月25日、TBSテレビ）